# HD 140901
HD 140901 (HR 5864) es una estrella de magnitud aparente +6,01 en la constelación del Lobo.
Se encuentra a 50,1 años luz de distancia del sistema solar.

## Características
HD 140901 es una subgigante —o estrella de la secuencia principal— de color amarillo-anaranjado y tipo espectral G7IV-V.
Tiene una temperatura efectiva comprendida entre 5539 y 5645 K y su luminosidad es un 21% inferior a la luminosidad solar.
Su radio es un 5% más pequeño que el del Sol y su velocidad de rotación proyectada es de 2,2 km/s.
La abundancia relativa de hierro de HD 140901 es muy parecida a la del Sol ([Fe/H] = +0,05) y, de forma general, todos los elementos evaluados tienen niveles algo por encima de los solares.
Su masa es semejante a la masa solar; un estudio da un valor de 0,985 masas solares, mientras que otro eleva esta cifra hasta 1,08 masas solares.
En cuanto a su edad, parece no existir consenso.
Estudios que se basan en isócronas estiman su edad entre los 4160 y los 7400 millones de años, pero otro trabajo que considera su actividad cromosférica y su período de rotación —girocronología—, reduce su edad a 2200 - 2700 millones de años.